# بريان دايفس
بريان دايفس (بالإنجليزية: Brianne Davis)‏ هي منتجة أفلام وعارضة ومخرجة وممثلة أمريكية، ولدت في 21 أبريل 1982 بأتلانتا في الولايات المتحدة.

## أعمال

### أفلام
- (2005) جارهيد[4]
- (2008) ليلة حفل التخرج[5]
- (2009) العذراء الأمريكية
- (2016) ماجي

### مسلسلات
- فيرونيكا مارس

## وصلات خارجية
- بريان دايفس على موقع IMDb (الإنجليزية)
- بريان دايفس على موقع ألو سيني (الفرنسية)
- بريان دايفس على موقع أول موفي (الإنجليزية)
- بريان دايفس على موقع قاعدة بيانات الأفلام السويدية (السويدية)
- بريان دايفس على موقع قاعدة بيانات الفيلم (الإنجليزية)
- بريان دايفس على موقع كينوبويسك (الروسية)